# W.H.Y?
Albums de Aya Kamiki
Secret Code
(2006)
EPs par Aya Kamiki
Constellation
(2005)
W.H.Y? est le 1er mini-album de Aya Kamiki, sorti sous le label FLME le 24 mars 2004 au Japon. Il sort sous le nom KLIM, et n'arrive pas dans le classement de l'Oricon.

## Liste des titres
| 1. | W.H.Y? ~Hitori ni Shinaide~ (W.H.Y? ~一人にしないで~)          | 5:17 |
| 2. | Always Love You                                                | 5:24 |
| 3. | Tobenai Tori (飛べない鳥)                                      | 4:36 |
| 4. | Kokuhaku (告白)                                                | 4:34 |
| 5. | Heartbeat                                                      | 4:37 |
| 6. | Koishikute (恋しくて)                                          | 5:09 |
| 7. | W.H.Y? ~Hitori ni Shinaide~ (TV Mix) (W.h.y? ~一人にしないで~) | 5:17 |
| 8. | Always Love You (TV Mix)                                       | 5:57 |